# Виноградова, Елена Борисовна
Елена Борисовна Виноградова (2 февраля 1933 — 29 декабря 2021) — российский энтомолог, диптеролог, доктор биологический наук, главный научный сотрудник Зоологического института РАН.

## Биография
После окончания Ленинградского государственного университета поступила в аспирантуру Зоологического института АН СССР. В 1961 году защитила кандидатскую диссертацию под руководством Александра Сергеевича Данилевского. В 1971 году защитила докторскую диссертацию наук. Специализируется на двукрылых насекомых, исследовала жизнь городских комаров, а также биологию комаров комплекса Culex p.pipiens в природе. Автор более 180 публикаций, в том числе научно-популярных книг.

## Публикации

### Монографии
- Виноградова Е. Б. Мясная муха Calliphora vicina — модельный объект физиологических и экологических исследований. — Л.: Наука, 1984. — 272 с. — (Труды Зоологического института РАН. Т. 118.).
- Виноградова Е. Б. Диапауза у кровососущих комаров и ее регуляция.. — Л.: Наука, 1984. — 148 с.
- Виноградова Е. Б. Диапауза мух и ее регуляция. — Л.: Зоологический институт РАН, 1991. — 253 с. — (Труды Зоологического института РАН. Т. 214.).
- Виноградова Е. Б. Комары комплекса Culex pipiens в России (таксономия, распространение, экология, физиология, генетика, практическое значение и контроль). — Л.: Зоологический институт РАН, 1997. — 307 с. — (Труды Зоологического института РАН. Т. 271.).
- Виноградова Е. Б., Карпова С. Г. Сезонные и суточные ритмы кровососущих комаров. — Л.: Зоологический институт РАН, 2010. — 238 с.

### Научно-популярные издания
- Виноградова Е. Б. Городские комары, или "Дети подземелья". — М.: КМК, 2014. — 100 с. — 2000 экз. — ISBN 5-87317-183-1.

### Статьи
- Виноградова Е.Б. Эндосимбиотические бактерии Wolbachia pipientis в синантропных популяциях комара Culex pipiens pipiens (Diptera, Culicidae). // Доклады РАН : journal. — 2003. — № 389. — С. 837—841.
- Виноградова Е.Б. Городской комар // Природа : журнал. — 2003. — № 12. — С. 3—11. — ISSN 0032-874X.
- Виноградова Е. Б., Шайкевич Е. В. Молекулярно-генетические методы идентификации городского комара Culex pipiens pipiens f. molestus (Diptera, Culicidae) // Паразитология : журнал. — 2004. — Т. 38, № 5. — С. С. 406-412.
- Vinogradova E. B. & Karpova S. G. Effect of photoperiod and temperature on the autogeny rate, fecundity and wing length in the urban mosquito, Culex pipiens pipiens f. molestus (Diptera, Culicidae). (англ.) // International Journal of Dipterological Research : journal. — 2006. — Vol. 12, no. 1. — P. 3—12.
- Vinogradova E. B., Shaikevich E. V. Morphometric, physiological and molecular characteristics of under ground populations of the urban mosquito Culex pipiens f. molestus Forskal (Diptera: Culicidae) from several areas of Russia (англ.) // European Mosquito Bulletin : journal. — 2007. — Vol. 22. — P. 17—24. — ISSN 1460-6127.
- Vinogradova E. B., Shaikevich E.V., Ivanitsky A.V. A study of the distribution of the Culex pipiens complex (Diptera: Culicidae) mosquitoes in the European part of Russia by molecular methods of identification. (англ.) // Comparative Cytogenetics : journal. — 2007. — Vol. 1, no. 2. — P. 129—138. — ISSN 1993-0771.
- Vinogradova E. B. Temperature effect on the siphonal index of larvae in the urban mosquito, Culex pipiens f. molestus Forskal (Diptera: Culicidae) (англ.) // Russian Entomological Journal : journal. — 2008. — Vol. 17, no. 1. — P. 1—3. — ISSN 0132-8050.
- Виноградова Е. Б., Резник С. Я. Фототермическая регуляция развития синей мясной мухи Calliphora vicina R.-D. (Diptera, Calliphoridae): результаты полевых и лабораторных исследований (англ.) // Труды Русского энтомологического общества : журнал. — 2013. — Vol. 84, no. 2. — P. 16–24. — ISSN 1605-7678.
- Vinogradova E. B., Reznik S. Ya. Influence of constant and changing temperatures on larval development of Calliphora vicina R.-D. (Diptera: Calliphoridae) (англ.) // Acta Societatis Zoologicae Bohemicae : journal. — 2015. — Vol. 79, no. 1. — P. 149—154. — ISSN 1211-376X.